# Голеш (Софийска област)
Вижте пояснителната страница за други значения на Голеш.
Голеш е село в Западна България. То се намира в Община Годеч, Софийска област.
Част от данните не са попълнени, но бихте могли да ги добавите.

## География
Село Голеш е малко, предбалканско селце, разделено на няколко малки махали. Намира се на 13 km северозападно от град Годеч и на 63 km от столицата София. Населението му по данни от 2010 г. наброява 61 жители. Голеш се намира в началото на малката планина Видлич. Тази планина понякога е разглеждана като част от Стара Планина, но тя е отделно възвишение, което дели двете локални географски области Забърде и Висок.

## История
На територията на това предбалканско селце има регистрирани археологически обекти от ранната бронзова епоха в местността Яниче, както и обекти от ранножелязната и късножелязната епоха са регистрирани в местността Градище по време на теренни обходи през 1981 г. и 1982 г., ръководени от Иван Панайотов.
Името на селото произлиза от характера на местността – гола, без растителност. Първоначално се е казвало Мали Голеш и е засвидетелствано за пръв път в турски архив от 1576 г. като Гулеш.
По данни на голешкия енорийски свещеник Ровва Соколов през януари 1910 година селото има 96 къщи, 130 венчила и 678 жители. По това време в голешката енория влизат и селата Връдловци и Бребевница.
През учебната 1926-1927 година прогимназията в Голеш има два класа, 40 ученика (24 в първи и 16 във втори клас) и двама учители. През 1933 година в селото е основана животновъдна кооперация за застраховане на добитък. Към 1935 г. тя има 17 члена.
След като започва да се експлоатира мина „Станянци“, от 1963 г. до 1966 г. със средства на Министерството на енергетиката и горивата е било построено железопътното отклонение „Калотина – Станянци“, като е било включено в мрежата на Българските държавни железници и се използвало за товарни и пътнически превози. Общата дължината на трасето е 16 км. Влакът е тръгвал от град София, като в град Драгоман са прикачвали товарни вагони. До 2000 г. пътническите влакове са теглени от дизелови локомотиви, а на 1 октомври 2002 г. са спрени всички пътнически превози по линията и тя обслужва само товарен трафик. Почти цялото количество от добиваните в мина „Станянци“ лигнитни въглища се транспортира за ТЕЦ „Бобовдол“. По жп линията има две гари – Калотина и Станянци, и 7 спирки – сп. Калотина, Беренде, Чепърлянци, Разбоище, Връдловци, Голеш, Беренде извор. Самата линия е причислена към участъка София – Цариброд.
В 1985 година селото има 155 жители.

## Културни и природни забележителности
- Църква „Св. Йоан Кръстител“, построена през 1896-1900 година.[7]

Тя се намира в центъра на селището и представлява еднокорабна, едноапсидна висока постройка с три кубета. Парите за построяването ѝ са взети от банка в Цариброд от трима местни жители, а като гарант към банката, те си ипотекирали нивите си. След построяването на църквата, жителите на селото събрали парите, които техните съселяни дължали на банката. Строителите са от села от Висока, стенописи в църквата няма. Иконостасът е резбован и разделен на две части – големи икони и допоясни образи на апостолите.
До 1989 г. е правен основен ремонт на църквата, като той е започнат през 1981 г. от Софийска Св. Митрополия. Тогава храма е електрифициран и е свързан с водоснабдителната мрежа. Ремонтирани са кубетата, тавана, покрива и пода на храма с нова подова настилка. Изградена е външна чешма в двора на храма. Направена е металната ограда и портал в двора на църквата. През 2008 г. е завършен последният ремонт, по време на който е ремонтиран покривът, сложена е нова дограма и са пребоядисани стените с латекс. Ремонтът е извършен от самоковска фирма, а парите са събрани от дарения на местни жители. Преди построяването на манастира „Св. Николай Летни“ (1896 г.) и църквата Св. Йоан Кръстител (1900 г.), селото не е имало храм, в който да се служи.
- Около село Голеш са известни шест оброчни кръста, посветени на Св. Николай, Св. Илия, Св. св. Петър и Павел, Св. Спас и Св. Георги. Всеки род от селото си има оброк и преди време на съответната дата родът се събирал до оброка и е давал курбан. Църквата се поддържа и е действаща.
- В махалата Батлак, която се намира на около километър в североизточна посока от село Голеш, се намира манастирът „Св. Николай Летни“. Той е построен през 1896 г. от местни жители. Според легендата, която жителите на селцето разказват, една жена от селото, позната на всички като Баба Джонка, сънувала, че трябва да намери основите на манастир някъде около селото. В началото копаели на места, където предполагали, че може да бъде, но нищо не намирали. Един ден на Баба Джонка и се сторило, че нещо гори, точно на мястото, където се намира сега манастира. Накарала хората да копаят там и така били намерени основите на олтара на църквата и оброчен кръст. Върху основите построили малка еднокорабна, едноапсидна църква с размери 4.70 метра в дължина и 4.50 метра широка. Изградена е от плочести камъни, споени с червен хоросан, стените са с дебелина от 0.60 до 0.70 метра. За осветление тя има едно-единствено малко прозорче в олтара. Самата църква от северната и западната и страна е частично вкопана в релефа. Тя не е била изографисана и няма иконостас; вместо това олтарът е бил разделен от наоса с дъсчена преграда, а иконите били книжни, без рамки. Най-ценната художествена придобивка на църквата е икона на Йоан Кръстител, на която е написано: „Подарил Йоан Петров Денков от село Голеш 1896 г.“